# Strijkkwartet nr. 2 (Bruk)
Fridrich Bruk voltooide zijn Strijkkwartet nr. 2 in 1987. Het was zijn derde werk in dat genre. Zijn Strijkkwartet uit 1953 bleef ongenummerd. Het strijkkwartet geeft de innerlijke problemen weer van deze Russische componist weer, een tijdlang vluchteling. De componist vermeldde zelf dat leden van het Tampere Philharmonisch Orkest de eerste uitvoering gaven, waarschijnlijk was dat alleen een radio-opname.
Het strijkkwartet bestaat uit drie delen:
1. Andante recitativo
2. Andantino
3. Allegro moderato persieroso